# Salvadora Catà Verdura
Salvadora Catà Verdura (Canet de Mar, 1902 - Gerona, 25 de abril de 1939) fue la primera mujer española republicana condenada a muerte por el franquismo y fusilada en Gerona.

## Biografía
Natural de Canet de Mar y vecina de Gerona, era viuda, tenía dos hijos de 7 y 12 años y vivía con un hombre, lo que estaba mal visto por la sociedad de la época. Mujer de ideario cercano al Partido Obrero de Unificación Marxista (POUM) se ganaba la vida como lavandera. Durante la guerra civil española, lavaba entre otra, la ropa de los soldados republicanos del cuartel situado al lado de su casa.
El 21 de febrero de 1939, el mismo día que Francisco Franco desfilaba victorioso por las calles de Barcelona, Catà Verdura fue denunciada a la Guardia Civil por una vecina, que la acusó, sin ninguna prueba, de haber denunciado a su hijo requeté y seminarista, que se había unido a las tropas nacionales, y que fue capturado y asesinado durante los primeros días de la contienda.
Trasladada a prisión, ubicada en esos momentos en el seminario Conciliar de Gerona, el 23 de marzo de 1939 fue sometida a un consejo de guerra sumarísimo, junto a otras once personas. No pudieron demostrar su responsabilidad en la muerte del seminarista, pero fue considerada una mujer peligrosa, de mala reputación, descreída, roja y separatista. El juez dictó para ella la pena de muerte. Tenía 37 años y fue fusilada el 25 de abril de 1939 en la tapia del cementerio de Gerona, dejando huérfanos a sus hijos Enrique y Miguel, que fueron enviados a un hospicio.

## Reconocimientos
En noviembre de 2010, el Ayuntamiento de Gerona con el apoyo de la Generalidad de Cataluña dignificó la fosa del cementerio viejo con una placa recordatorio a las víctimas de la represión. El 9 de mayo de 2015, se inauguró en Gerona El Ateneo Popular Salvadora Catà Verdura y se hizo la propuesta de dedicarle una calle o espacio público, en cumplimiento de la ley de Memoria Histórica.